# Medalla Mozart de la Unesco
La Medalla Mozart de la Unesco es un premio de música internacional que recibe su nombre en honor a Wolfgang Amadeus Mozart, y es administrado por la Unesco.

## Galardonados
- 1991, Elisabeth Schwarzkopf
- 1995, Alicia Terzian.
- 1996, Elfi von Dassanowsky
- 2001, Ígor Moiséyev
- 2003, Hanna Kulenty
- 2003, Tikhon Khrennikov
- 2003, Escuela Purcell
- 2006, Mohammad-Reza Shajarian
- 2007, Mstislav Rostropóvich
- 2010, Mehriban Aliyeva
- 2012, Tamas Vasary